# Municipio de Big Sioux
El municipio de Big Sioux (en inglés: Big Sioux Township) es un municipio ubicado en el condado de Union en el estado estadounidense de Dakota del Sur. En el año 2010 tenía una población de 3259 habitantes y una densidad poblacional de 94,23 personas por km².

## Geografía
El municipio de Big Sioux se encuentra ubicado en las coordenadas 42°31′18″N 96°30′14″O / 42.52167, -96.50389. Según la Oficina del Censo de los Estados Unidos, el municipio tiene una superficie total de 34.58 km², de la cual 30.29 km² corresponden a tierra firme y (12.42%) 4.29 km² es agua.

## Demografía
Según el censo de 2010, había 3259 personas residiendo en el municipio de Big Sioux. La densidad de población era de 94,23 hab./km². De los 3259 habitantes, el municipio de Big Sioux estaba compuesto por el 92.64% blancos, el 1.66% eran afroamericanos, el 0.43% eran amerindios, el 2.82% eran asiáticos, el 0.03% eran isleños del Pacífico, el 0.34% eran de otras razas y el 2.09% pertenecían a dos o más razas. Del total de la población el 2.39% eran hispanos o latinos de cualquier raza.